# Monstera amargalensis
Monstera amargalensis Croat & M.M.Mora – gatunek wieloletnich, wiecznie zielonych pnączy z rodziny obrazkowatych, pochodzący z Chocó w Kolumbii, zasiedlający lasy deszczowe strefy równikowej.